# Запасная часть (изделие)
Запасная часть (сокр. запчасть) — изделие, деталь, являющееся составной частью более крупного (составного) изделия, предназначенная для замены находившейся в эксплуатации такой же части с целью ремонта (поддержания или восстановления исправного или работоспособного состояния изделия). Используется преимущественно в контексте техники (машин (автомобиля, трактора), механизмов, приборов и т. п.).

## Характеристика
Подобная характеристика термину «Запасная часть» дана в 
ГОСТ 18322-78 (СТ СЭВ 5151-85) «Система технического обслуживания и ремонта техники. Термины и определения», 
и других отраслевых стандартах, например ОСТ 45.66-96 «Запасные части, инструменты и принадлежности. Средств электросвязи. Общие требования», 
ГОСТ Р 53863-2010. «Воздушный транспорт. Система технического обслуживания и ремонта авиационной техники. Термины и определения».
- Автозапчасть — сменная деталь автомобиля[2].
- Авиазапчасть — сменная деталь летательного аппарата.[3]
- Электронная запчасть — радиодеталь, предназначенные для ремонта электронной аппаратуры.

ЗИП (аббревиатура от Запасные изделия прилагаемые) — обозначение, принятое в технических системах для указания на запасные части, инструменты, принадлежности (по ГОСТ 2.601). 
Артикул (также оригинальный каталожный номер) — цифровое или буквенное обозначение запчастей присвоенное производителем. Связанные между собой артикулы автозапчастей в нумерации различных каталогов производителей по идентичности запчасти называют кросс-номерами. Система кроссов активно используется во многих интернет-магазинах автозапчастей, а также в различных автомобильных каталогах подбора автозапчастей по марке и модификации автомобиля.
Существуют оригинальные (OEM) и неоригинальные запчасти (с кросс-номерами (кроссы) соответствующих производителей). 
Также производят и контрафактные запчасти.